# Tombeau de Bibi Jawindi

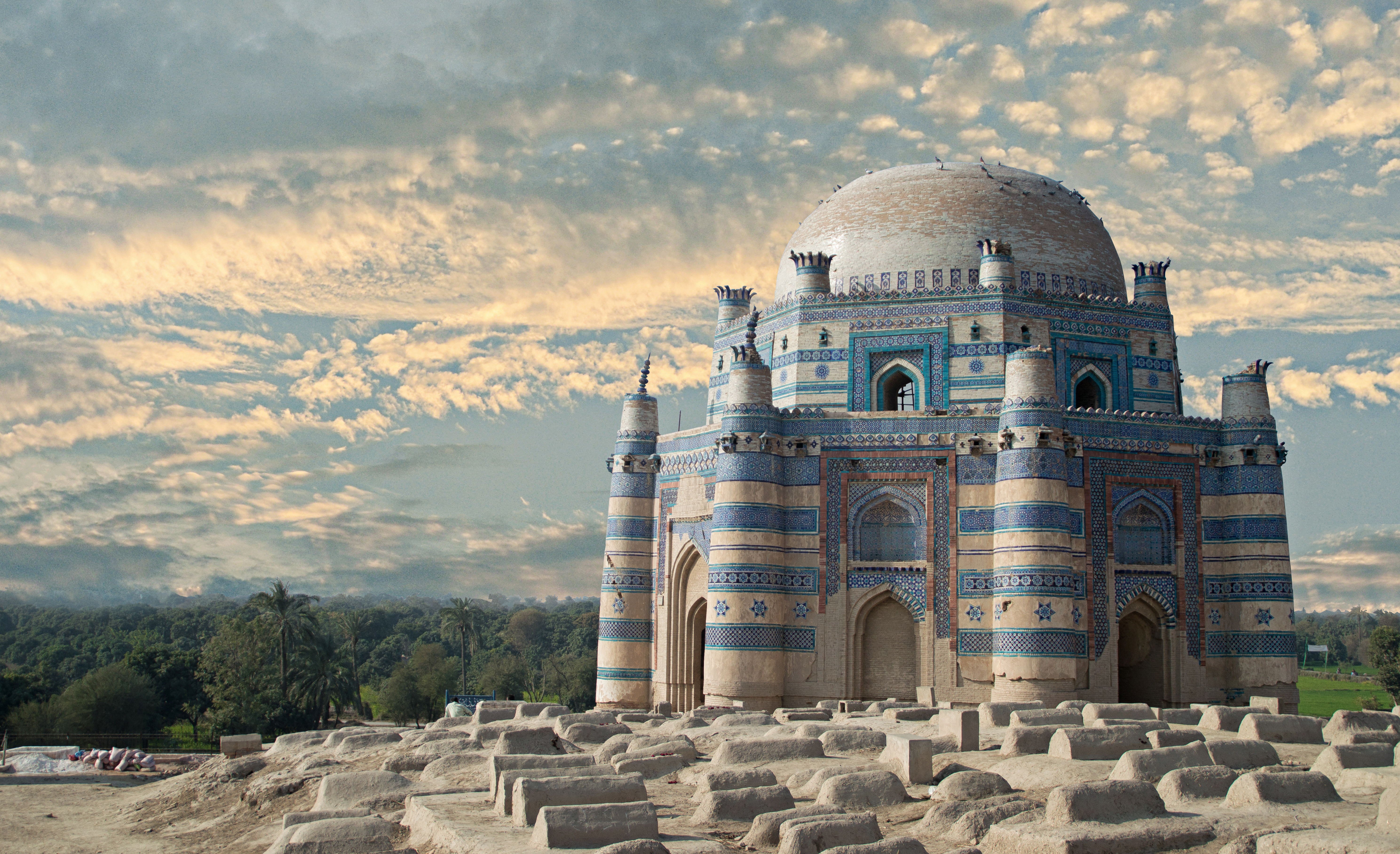
Tombeau de Bibi Jiwindi en 2016

Le Tombeau de Bibi Jawindi est l'un des cinq monuments à Uch Sharif dans le Pendjab au Pakistan, qui sont sur la liste indicative des sites du patrimoine mondial de l'UNESCO. Datant du XVe siècle, le sanctuaire a été construit en 1493 par un prince iranien, Dilshad, pour Bibi Jawindi, qui était l'arrière-petite-fille de Jahaniyan Jahangasht, un célèbre saint soufi.

## Situation
Le site est situé dans le coin sud-ouest d'Uch, une cité ancienne fondée par Alexandre le Grand, dans l'état du Bahawalpur à l'intérieur de la province du Pendjab. Uch, appelé localement Uch Sharif, est connue comme le foyer de la "culture des sanctuaires" en raison de son importance culturelle et de la présence de plusieurs monuments et sanctuaires.

## Architecture
Considéré comme l'un des monuments les plus décorés à Uch, le tombeau de Bibi Jawindi est un site majeur pour les visiteurs. L'extérieur de l'édifice est de forme octogonale et dispose de trois niveaux dont le plus haut soutient un dôme, tandis que l'intérieur est circulaire à cause de l'épaisseur des murs inclinés supportant deux étages. À la fois l'intérieur et l'extérieur du bâtiment sont richement décorés avec des écritures islamiques, du bois sculpté, et des carreaux de mosaïque d'un bleu vif et blanc appelé faïence,,. Le niveau de base est soutenue par huit tours effilées dans chaque coin. L'enceinte renfermant le tombeau est conservé dans sa condition désertique d'origine et est essentiellement couverte avec des tombes cimentés. La zone environnante est couverte de végétation en raison d'un réseau d'affluents du fleuve et des canaux qui traversent la zone.

## Site du patrimoine mondial
Le site a été proposé par le Département d'Archéologie et des Musées du Pakistan en janvier 2004 pour être admis dans les Sites du Patrimoine Mondial, ainsi que quatre autres monuments de la région. Ces monuments sont le Tombeau de Baha al-Halim, la Tombe d'Ustead (l'architecte), et le Tombeau et mosquée de Jalaluddin Bukhari. Le site a été soumis en vertu des critères ii, iv et vi dans la catégorie culturelle. En 2012, il est toujours sur la liste indicative.

## Conservation

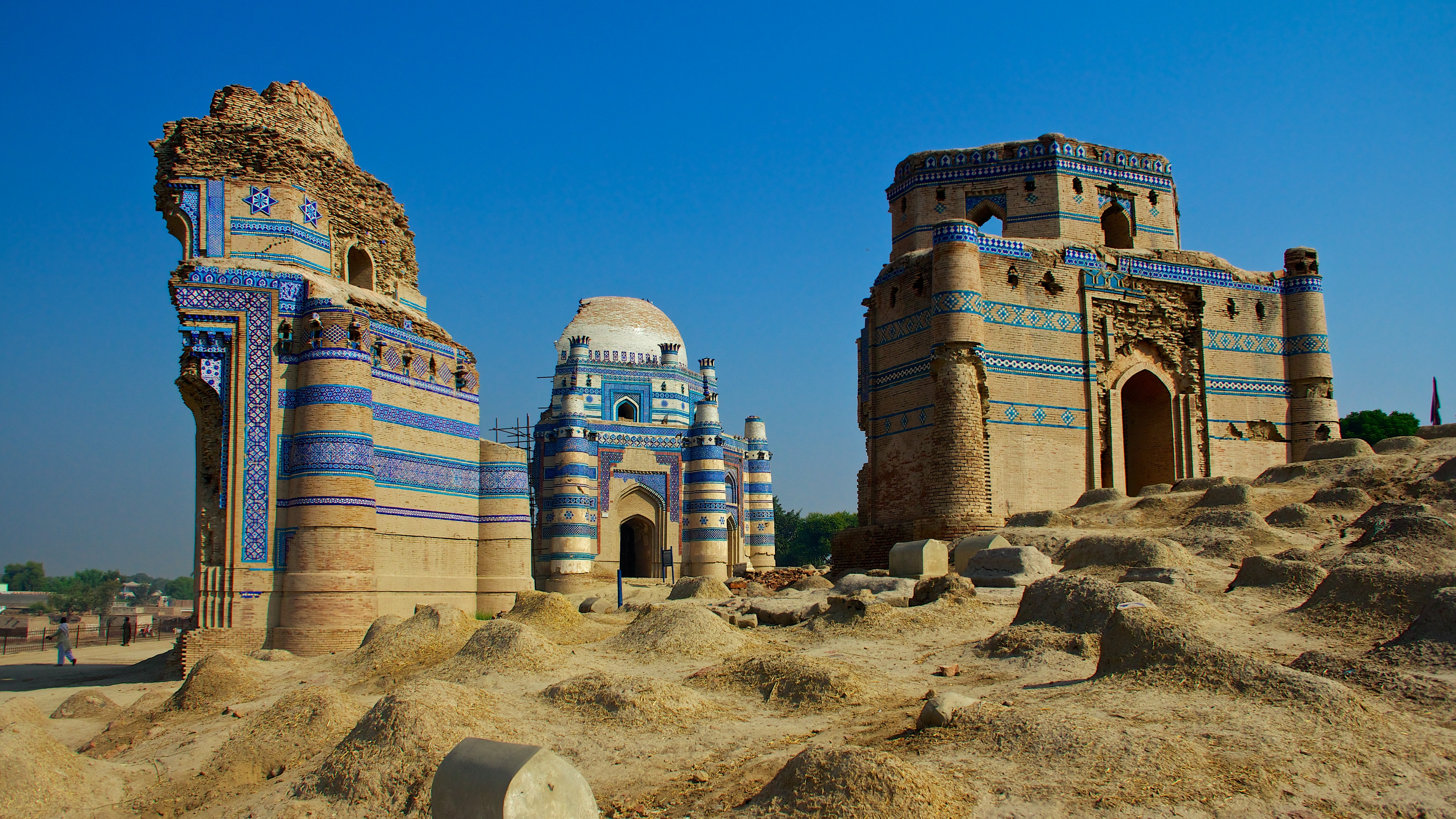
Photographie montrant les dommages sur le tombeau.

Au fil des siècles, le tombeau s'est désagrégé gravement en raison des conditions environnementales, et lors des crues torrentielles en 1817, la moitié de la structure a été emportée. La moitié seulement de la structure est restée jusqu'à aujourd'hui. En 1999, le Centre de Conservation et de Réhabilitation du Pakistan a invité les organismes internationaux et les fonctionnaires de la ville pour travailler sur la conservation du site. Toutefois, en raison de l'humidité, de l'infiltration du sel, et de l'érosion le groupe de monuments est encore en train de s'écrouler. Des méthodes inappropriées de réparation ont affaibli le bâti. Le World Monuments Fund a placé la structure sur leur liste de Surveillance, en 1998, 2000 et 2002 afin de recueillir l'attention internationale et obtenu des subventions pour la conservation des tombeaux.

## Galerie

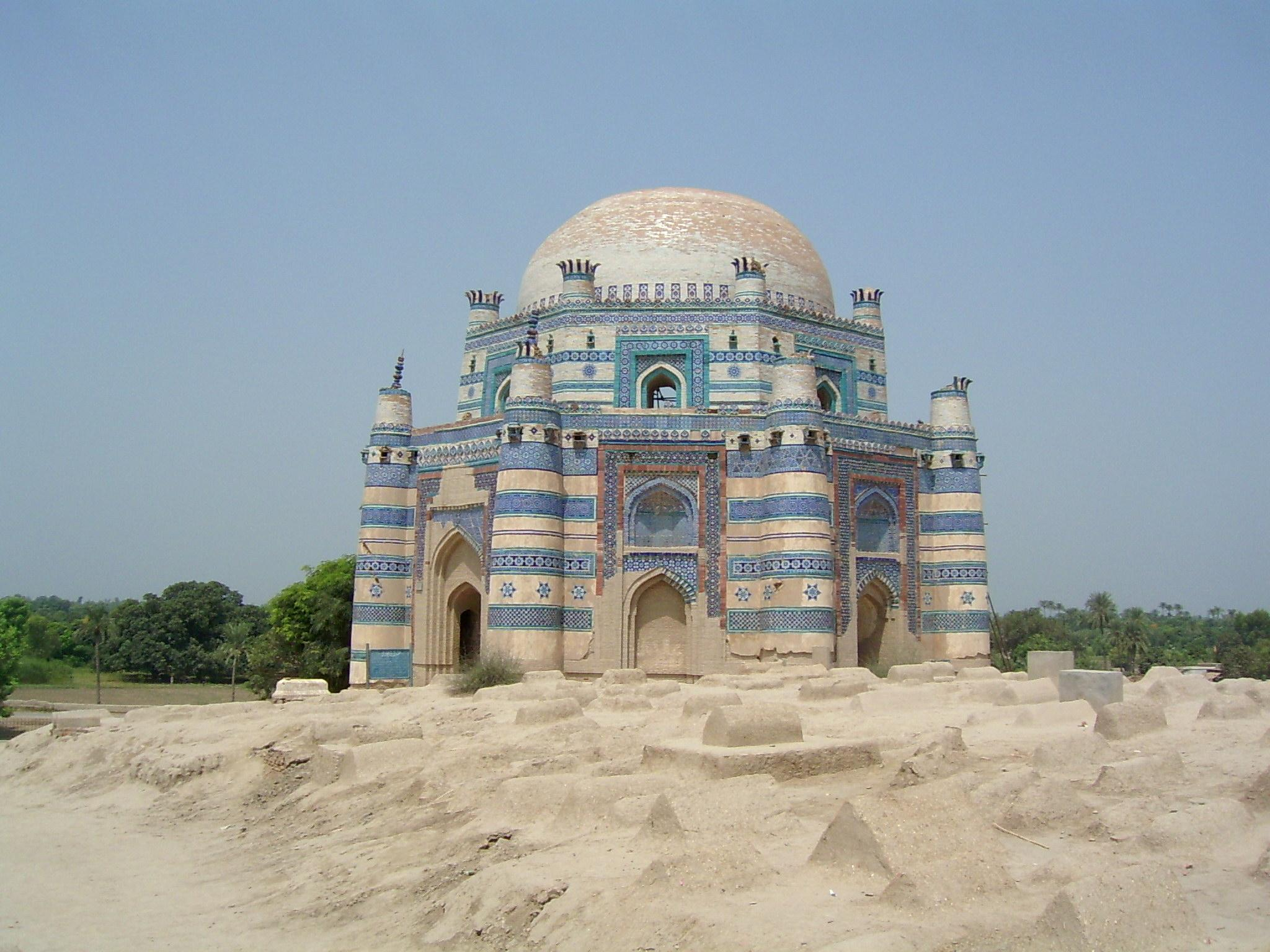
Une vue sur les tombes dans la tombe enceinte avec la végétation environnante
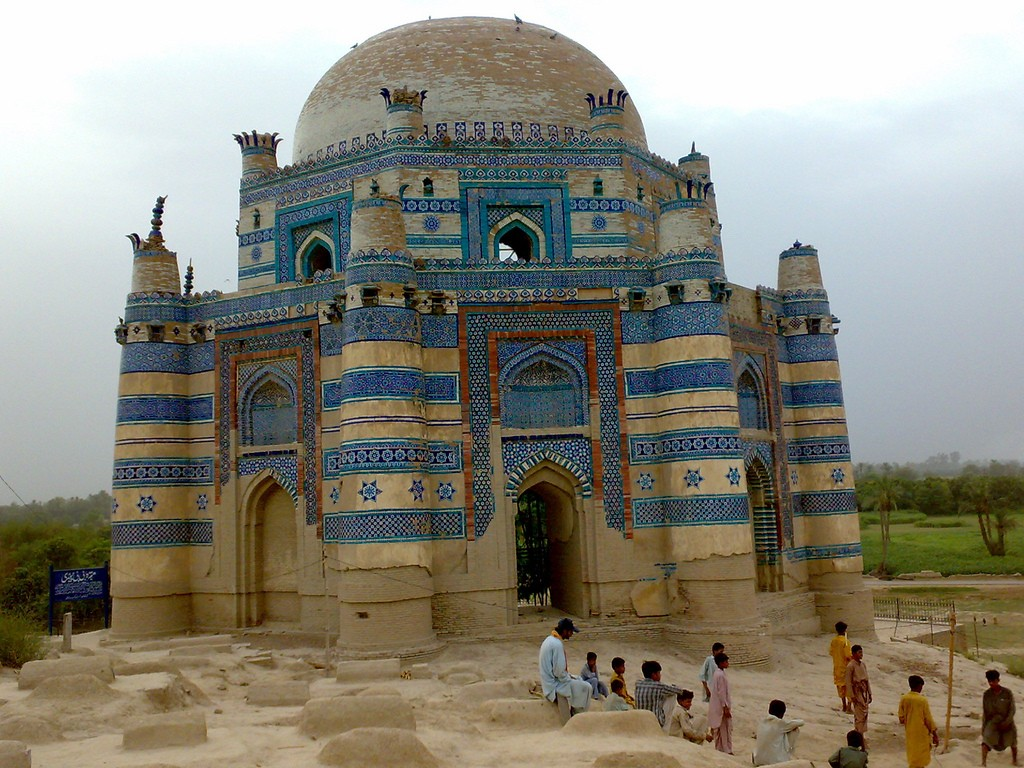
Vue de la mosaïque, les carreaux de décoration le mausolée
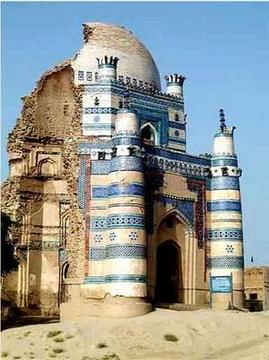
Vue de côté de la tombe montrant que la moitié de la structure est encore debout
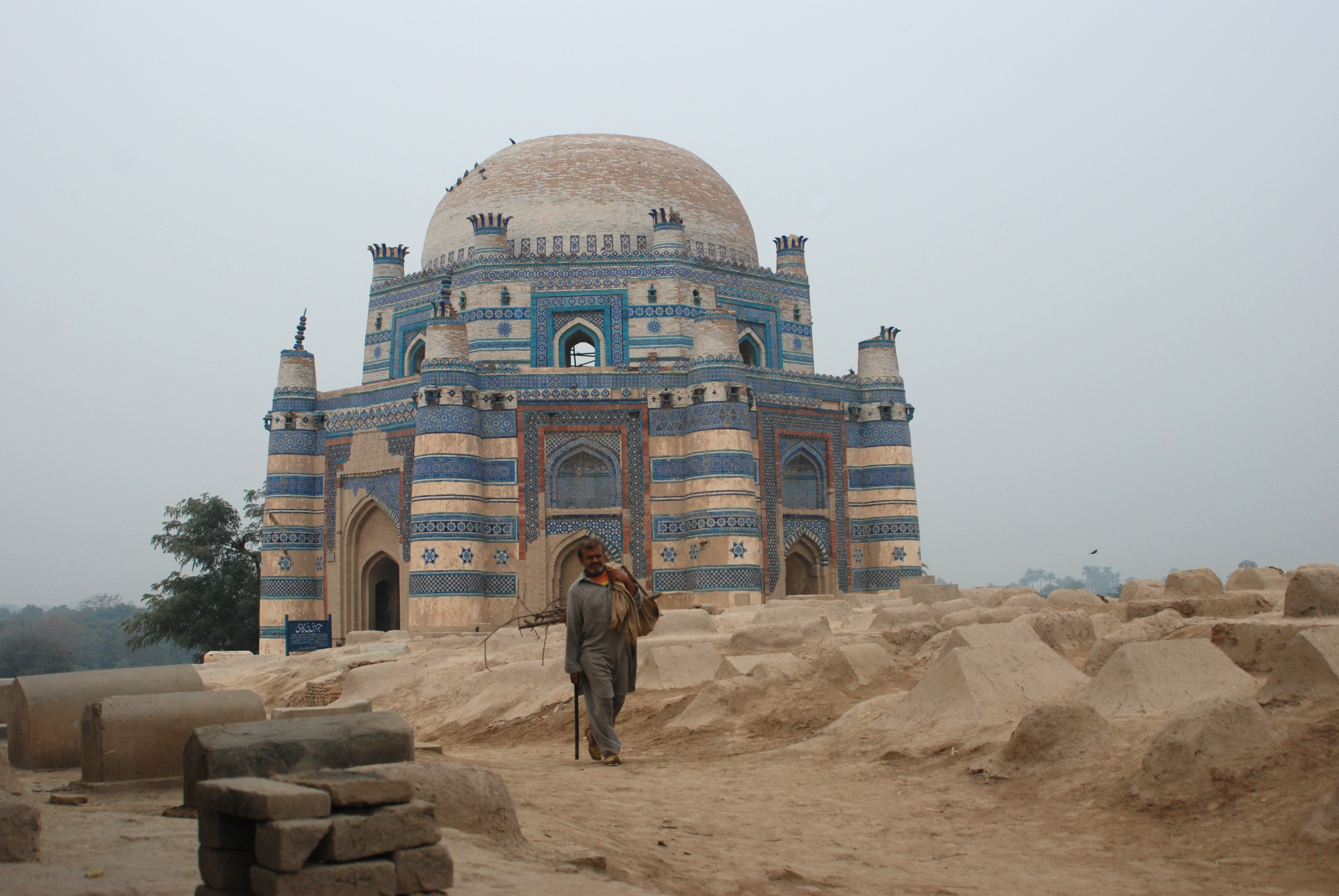
Tombeau de Bibi Jawindi, 2013
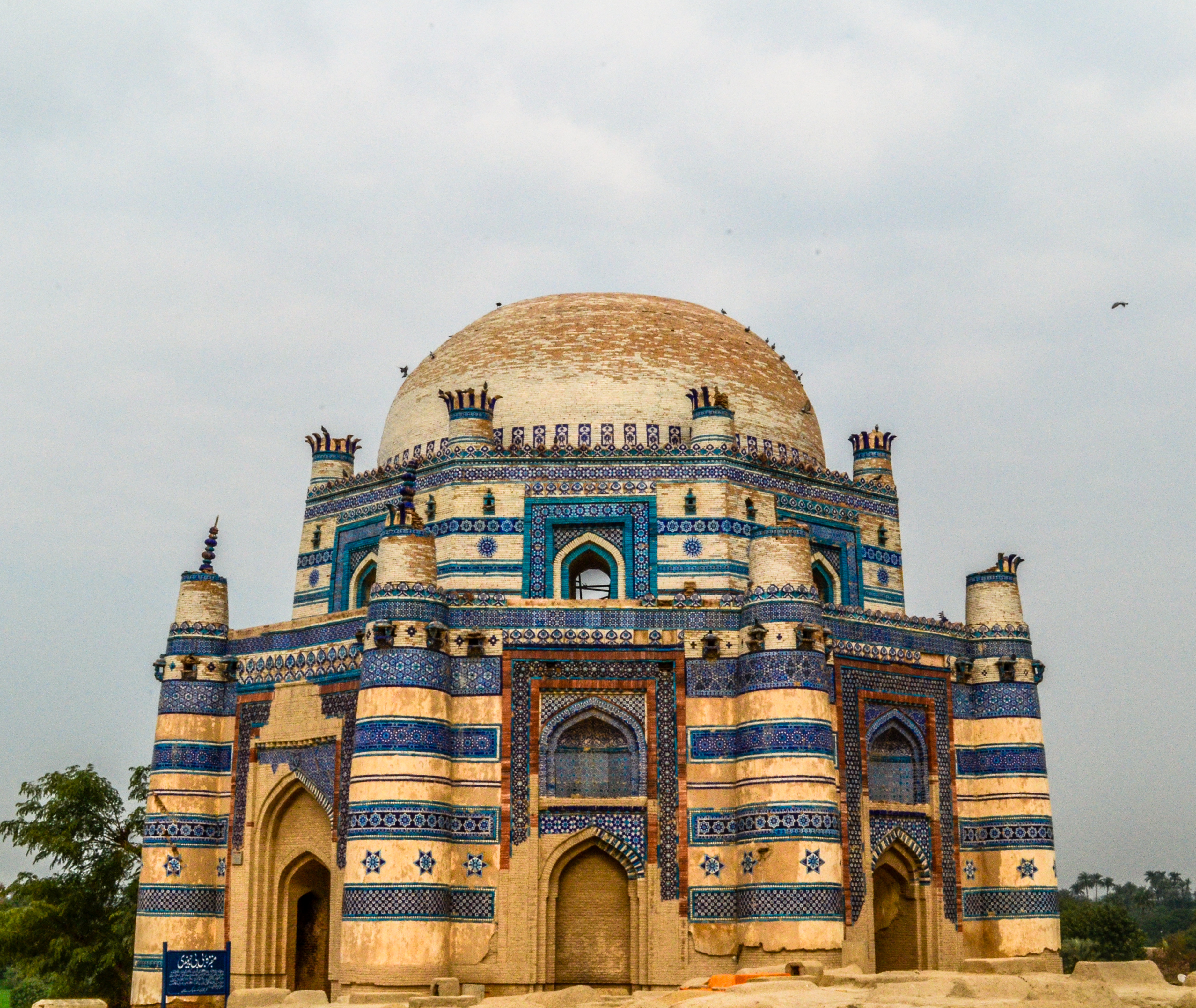
Façade de la tombe